# رابرت کلوز
رابرت کلوز (انگلیسی: Robert Clouse؛ ۶ مارس ۱۹۲۸ – ۴ فوریهٔ ۱۹۹۷) رزمی کار، کارگردان و تهیه‌کننده فیلم اهل ایالات متحده آمریکا بود که به خاطر آثارش در ژانر اکشن و رزمی شناخته می‌شود

## زندگی‌نامه
رابرت بایرون کلوز (به انگلیسی: Robert Byron Clouse) در ۶ مارس ۱۹۲۸ در اشلند، اورگن به دنیا آمد و بر اثر نارسایی کلیوی در ۴ فوریه ۱۹۹۷ در سن ۶۸ سالگی در دنیسون، آیووا درگذشت.
وی پیش از ورود به عرصه کارگردانی، عکاس شبکه سی‌بی‌اس بود
کلوز دو مرتبه نامزد دریافت جایزه اسکار فیلم کوتاه برای فیلم‌های "The Legend of Jimmy Blue Eyes" (۱۹۶۴ و "The Cadillac" (۱۹۶۲) شد

## بخشی از فیلم‌شناسی
- چاینا او برایان ۲ (۱۹۹۰)
- چاینا او برایان (۱۹۸۸)
- نزاع بزرگ (۱۹۸۱)
- بازی مرگ (۱۹۷۸)
- آخرین مبارز (فیلم ۱۹۷۵)
- اژدها وارد می‌شود (۱۹۷۳)